# Freek Raman
Frederik (Freek) Raman (Amsterdam, 23 mei 1905 - ca. 6 december 1952) was een Nederlandse dammer. Hij nam in totaal achtmaal deel aan het Nederlands kampioenschap dammen. Hij werd eenmaal Nederlands kampioen en behaalde tweemaal een tweede plaats. Hij kreeg de titel nationaal meester.
Freek Raman leerde op 16-jarige leeftijd dammen. In zijn vroege jaren componeerde hij vooral problemen. Toen hij 18 jaar was, trad hij toe tot G.S. te Amsterdam, waar hij in het begin veel partijen verloor, maar naderhand in korte tijd hoofdklasser werd. Hij begon zich toen ook op het praktische spel toe te leggen, hetgeen in zijn resultaten tot uiting kwam.
In 1937 maakte hij een tournee naar Parijs, waar hij goede resultaten boekte tegen grote Franse meesters. Hij is ook wereldkampioen-simultaanspeler, dat wil zeggen dat hij tot dusverre het grootst aantal tegenstanders in een simultaanseance te bestreden heeft. Hij speelde tegen 133 spelers, waarvan hij 107 partijen won, 103 maal remise speelde en er acht verloor. Dit alles voltrok zich in een tijdsperiode van acht uur.
Hij schreef verschillende boeken.

## Titels
- Nederlands kampioen dammen - 1933

## Palmares
- 1931:  NK - 11 uit 9
- 1932:  NK - 10 uit 7
- 1933:  NK - 13 uit 9
- 1934: 7e NK - 8 uit 9
- 1935: 7e NK - 8 uit 9
- 1936: 7e NK - 10 uit 11
- 1938: 5e NK - 11 uit 11
- 1939: 8e NK - 11 uit 11

## Boeken
- 1937-1938: Taak dammen, Amsterdam, Instituut voor Individueel Onderwijs
- 1952: Slaggeheimen in het damspel, Hilversum, Oceco
- 1952: De raadselen der symmetrie, Hilversum, Oceco
- 1954: Combineren op het dambord, Amsterdam, Breughel / Mertens & Stappaerts